# Primera División de la Unión Soviética 1937
La temporada 1937 de la Gruppa A fue la 3ª de la Primera División de la Unión Soviética.
|  |    | Equipos             | PJ | G | E | P  | GF | GC | Coc. | Pts |
|  | -- | ------------------- | -- | - | - | -- | -- | -- | ---- | --- |
|  | 1. | FK Dynamo Moskva    | 16 | 8 | 6 | 2  | 37 | 20 | 1.85 | 38  |
|  | 2. | FK Spartak Moskva   | 16 | 8 | 5 | 3  | 24 | 16 | 1.50 | 37  |
|  | 3. | FK Dynamo Kiev      | 16 | 7 | 6 | 3  | 33 | 24 | 1.38 | 36  |
|  | 4. | FK Dinamo Tbilisi   | 16 | 7 | 4 | 5  | 30 | 24 | 1.25 | 34  |
|  | 5. | FK Metallurg Moskva | 16 | 7 | 2 | 7  | 26 | 21 | 1.24 | 32  |
|  | 6. | FK Lokomotiv Moskva | 16 | 5 | 5 | 6  | 18 | 20 | 0.90 | 31  |
|  | 7. | FK Dynamo Leningrad | 16 | 2 | 9 | 5  | 21 | 25 | 0.84 | 29  |
|  | 8. | FK Krasnaya Zarya   | 16 | 4 | 4 | 8  | 17 | 31 | 0.55 | 28  |
|  | 9. | CDKA Moskva         | 16 | 3 | 1 | 12 | 18 | 43 | 0.42 | 23  |

Pts = Puntos; PJ = Jugados; G = Ganados; E = Empatados; P = Perdidos; GF = Goles Anotados; GC = Goles Recibidos; Coc. = Cociente de goles